# MGPノルディック
MGPノルディック (Melodi Grand Prix Nordic) は北欧のノルウェー放送協会（NRK）, スウェーデン・テレビ (SVT)、デンマーク放送協会 (DR) が共催するジュニア・ユーロビジョン形式で行われる音楽祭。

## 歴史
2002年にDRがSVT・NRKと協力して、コペンハーゲンのフォーラム・コペンハーゲンで開催し、地元デンマークが優勝した。これがジュニア・ユーロビジョン・ソング・コンテストの原型となった。
2006年、SVTがジュニア・ユーロビジョンから撤退した後、第2回大会がストックホルムで開催されたが、デンマークの2連覇となった。なお、スウェーデンのジュニア・ユーロビジョン参加は2006年からTV4に派遣されることになっている。第3回は2007年11月24日にオスロで開催され、フィンランドが初参加することが決まっている。なお、フィンランドはYLEのスウェーデン語放送FST5で放送することが決まっている。代表枠は2006年までが1カ国当たり3組までで、2007年以降は2組までとなっている。

## 歴代優勝アーティスト
- 2002年：Kickflipper（ デンマーク）
- 2006年：Tro på os to（ デンマーク）
- 2007年：セリーヌ（ ノルウェー）
- 2008年：ザ・ブラックシープス（ ノルウェー）
- 2009年：Ulrik Munther（ スウェーデン）